# Pim Doesburg
Pim Doesburg, właśc. Willem Doesburg (ur. 28 października 1943 w Rotterdamie, zm. 18 listopada 2020) – holenderski piłkarz, grający na pozycji bramkarza, i trener piłkarski.
Z reprezentacją Holandii, w której barwach od 1967 do 1981 roku rozegrał 8 meczów, zdobył wicemistrzostwo świata w 1978 roku (jako rezerwowy). Był zawodnikiem m.in. Sparty Rotterdam i PSV Eindhoven, z którym dwukrotnie w 1986 i 1987 (miał wówczas 44 lata) triumfował w rozgrywkach ligowych. Po zakończeniu kariery piłkarskiej został szkoleniowcem bramkarzy, pracował w Feyenoordzie Rotterdam.

## Sukcesy piłkarskie
- mistrzostwo Holandii 1986 i 1987 z PSV Eindhoven
- Puchar Holandii 1966 ze Spartą Rotterdam